# Stazione di Empoli
La stazione di Empoli è posta lungo la ferrovia Leopolda, a servizio dell'omonima città della toscana ed è località di diramazione della ferrovia Centrale Toscana.

## Strutture e impianti

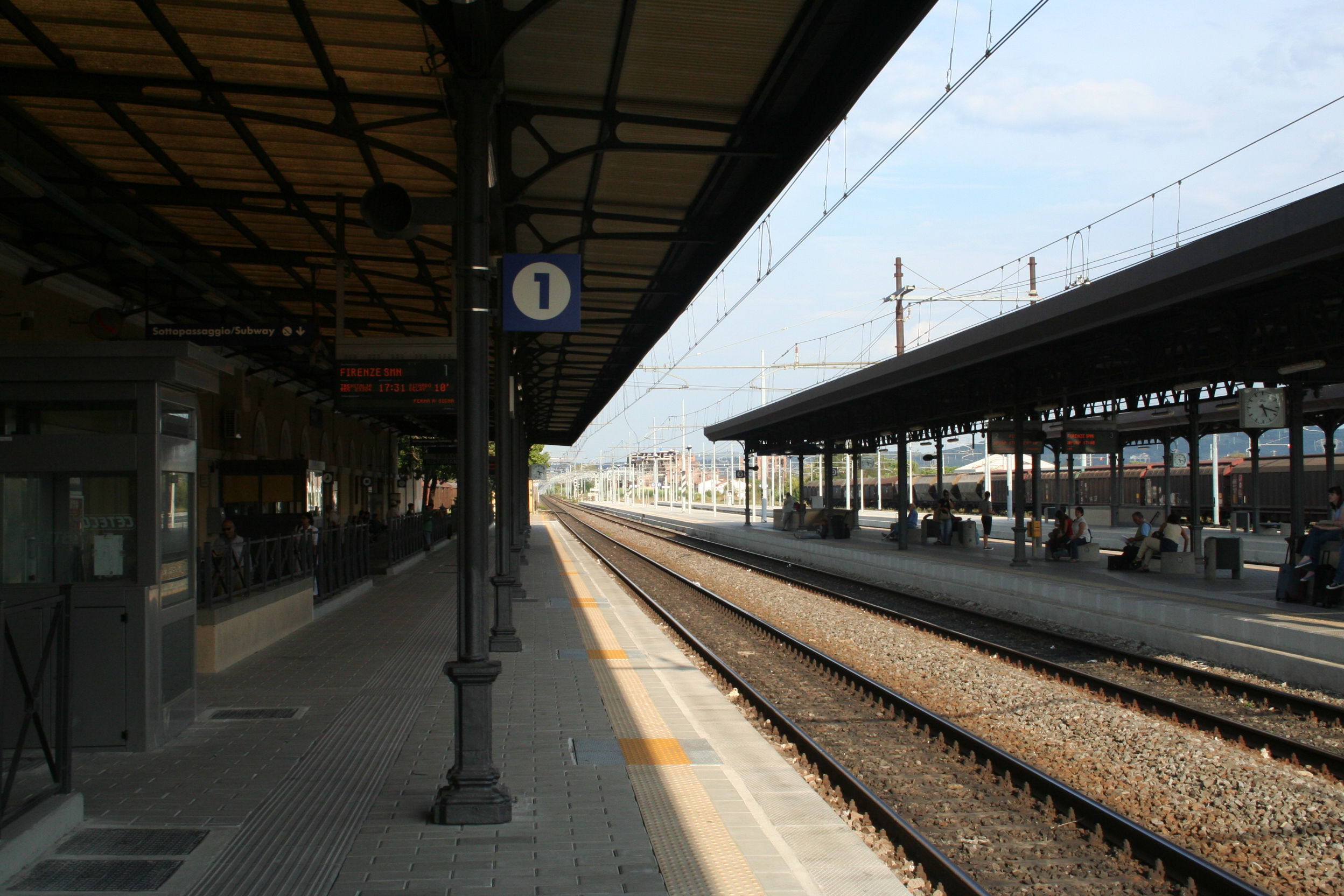
Binario 1

La stazione dispone di sei binari passeggeri, di cui 5 passanti e uno tronco in direzione Firenze, così utilizzati regolarmente: i binari 1 e 2 sono utilizzati rispettivamente per i treni da Pisa o Siena per Firenze, e da Firenze per Pisa, il binario 3 per i treni Firenze - Siena, infine 4 e 5 possono essere sfruttati in qualsiasi modo. Il binario 1Est è Capolinea dei treni Empoli - Firenze Castello e viceversa (fino al 2022 l'altro capolinea era Firenze Porta Al Prato). Il Fabbricato Viaggiatori come lo vediamo oggi è frutto di modifiche avvenute nel tempo. Negli anni è stato aggiunto il secondo piano ed è stata costruita la pensilina in c.a. lato Piazza Don Minzoni. Da ricordare anche il corpo laterale lato Pisa, separato dall'edificio principale, che ospitava gli appartamenti dei ferrovieri, oggi in disuso e in stato di abbandono.
È inoltre dotata di rifornimento acqua, di rifornimento gasolio, e di un piano caricatore per le merci.

## Movimento
L'impianto, che vedeva nel 2009 un flusso passeggeri stimato in circa 6.000 persone al giorno, è servito da treni regionali operati da Trenitalia nell'ambito del contratto di servizio stipulato con la Regione Toscana ("Memorario Toscana").

## Servizi
La stazione, che RFI classifica nella categoria "Gold", è dotata di:
- Biglietteria a sportello
- Biglietteria automatica
- Sala d'attesa
- Servizi igienici
- Posto di Polizia ferroviaria
- Bar